# Phostria pachycraspedalis
Phostria pachycraspedalis là một loài bướm đêm trong họ Crambidae.